# Messierov katalog
Messierov katalóg [mesjêjev ~] je katalog 110 astronomskih teles, ki ga je sestavil francoski astronom Charles Messier z namenom, da jih drugi opazovalci ne bi zamenjali za komet. Ta telesa so v tedanjih optičnih napravah spominjala na komete, tako da je Messier sestavil v letih med 1758 in 1782 kataloški seznam takšnih teles.
V sedanjem katalogu je dodanih 110 teles, poimenovanih s predpono M ter zaporedno številko brez presledka. M predstavlja začetnico astronomovega priimka. Večinoma so v Messierovem katalogu meglice, ostanki supernov, razsute in kroglaste kopice ter galaksije (tedaj še niso bile znane).
Katalog je izšel v treh izdajah z naslovom Katalog meglic in zvezdnih kopic (Catalogue des Nébuleuses et des Amas d'Étoiles):
- »Memoires de l'Academie« za leto 1774 (objavljeno 1771)
- »Connaissance des Temps« za leto 1783
- »Connaissance des Temps« za leto 1784 (objavljeno 1781)

V prvem katalogu je označil telesa od M1 do M45, v drugem dodatnih 23, v tretjem pa je bilo skupno 103 teles. Današnji katalog vsebuje 110 teles, dopolnila pa sta ga Helen Hogg in Owen Gingerich.
Mnogo teh teles je še vedno znanih po svojem Messierovem številu. Messier je v katalogu po vrsti navedel datume opazovanj, zaporedno številko, rektascenzijo v ločnih in kotnih enotah, deklinacijo, velikost v ločnih enotah in opombe.
Ker je živel in opravljal opazovanja v Franciji na severni polobli, katalog vsebuje le telesa s severne nebesne poloble od severnega nebesnega pola do nebesne širine približno –35°. Več lepih južnih teles, kot sta na primer Veliki in Mali Magellanov oblak, zaradi tega ni v katalogu.
Ker je moč Messierova telesa videti z binokularji ali manjšimi daljnogledi pod ugodnimi opazovalnimi pogoji brez prevelikega svetlobnega onesnaženja, jih ljubiteljski astronomi zelo radi opazujejo. Zgodaj pomladi se večkrat sestanejo na Messierovih maratonih, kjer poskušajo v eni noči videti vsa telesa. Znan Messierov maraton Messierov maraton Višnjan-Rušnjak od leta 1995 prirejajo astronomi z Observatorija v Višnjanu na Hrvaškem pri spominskem domu Rušnjak.